# Avenue du Général-Gallieni (Joinville-le-Pont)
Pour les articles homonymes, voir Avenue du Général-Gallieni.
L’avenue du Général-Gallieni est une voie de communication de la ville de Joinville-le-Pont,. Elle suit le tracé de la route départementale 4.

## Situation et accès
L’avenue du Général-Gallieni est une des voies du quartier de Polangis. Orientée d'ouest en est, elle commence son tracé au bord de la Marne, au point de rencontre entre le quai de Polangis et le quai Gabriel-Péri. Sur la partie menant à la place de Verdun qu'elle traverse, elle est longée au nord par la rue du Port, et au sud par la rue Charles-Pathé. Après la place, elle rencontre notamment l'allée Raymond-Nègre puis l'avenue Pierre-Allaire et se termine en un lieudit appelé fourchette de Champigny.

## Origine du nom

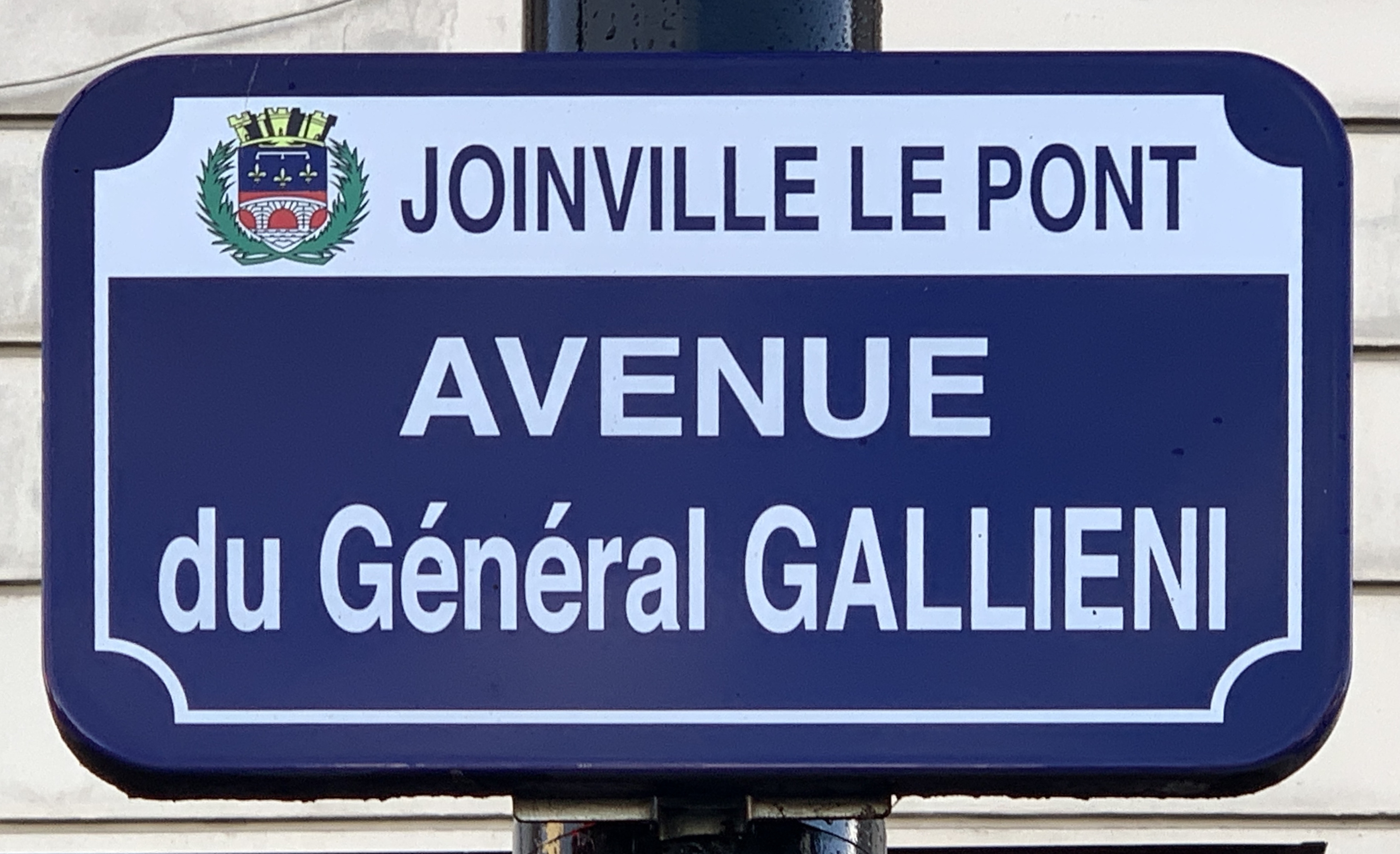
Plaque de l'avenue.

Cette avenue a été nommée en hommage à Joseph Gallieni, militaire français.

## Historique

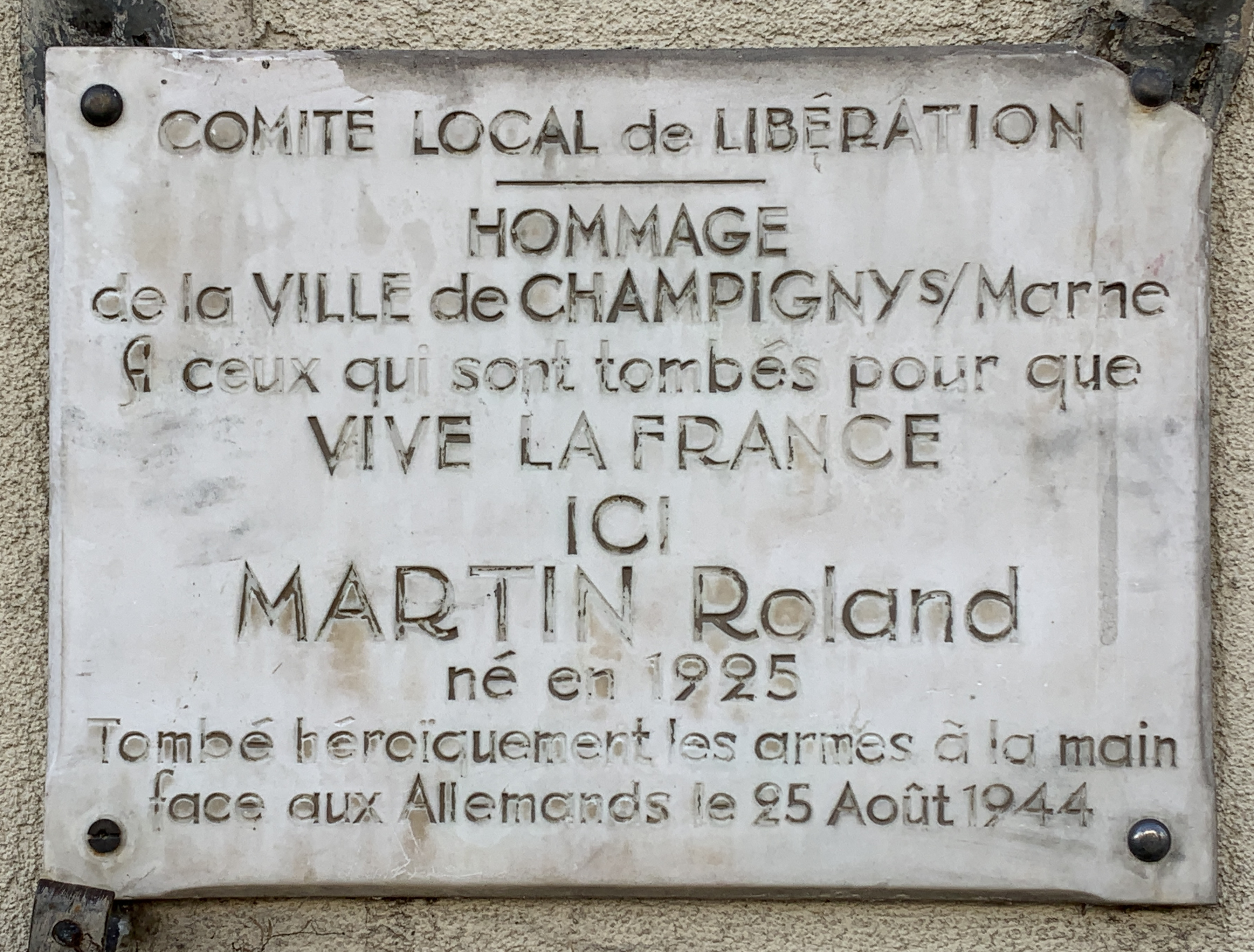
Ici est tombé Roland Martin.

Cette voie de communication était autrefois appelée route de Paris à Tournan,.
Le 25 août 1944, les résistants FFI combattirent contre les soldats allemands pour les empêcher de faire sauter le pont de Joinville. Roland Martin fut tué par balles lors de ces combats route de Champigny. Une plaque commémorative à sa mémoire a été apposée avenue Galliéni par le Comité de Libération de Champigny-sur-Marne.
À la fin des années 2010 se manifeste le besoin d'une requalification de l'espace urbain de l'avenue, afin d'en faire un lieu de vie à part entière, et non pas seulement un lieu de passage. Naît de cette réflexion un projet appelé à s'étaler sur une durée de cinq à dix ans, menant à développer une identité en termes d’espaces publics, de qualité architecturale et paysagère.

## Bâtiments remarquables et lieux de mémoire
- Studios de Joinville, en activité de 1910 à 1987.
- Parc du Tremblay.
- Elle a été représentée en 1948 par une photographie de Robert Doisneau intitulée "Chez Gégène, avenue Galliéni. Joinville-le-Pont"[7].